# Marie Meurdrac

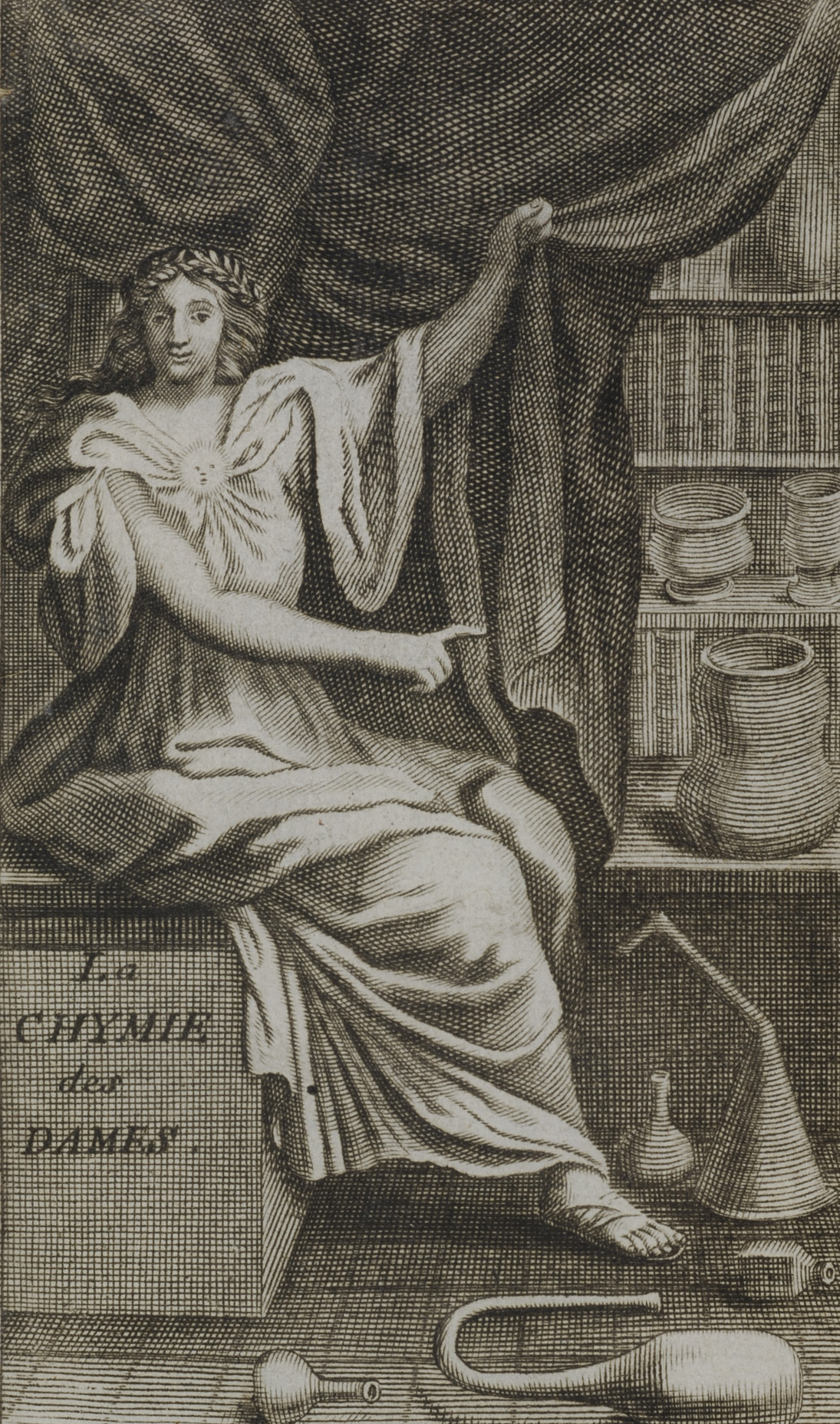
Frontispici del llibre La Chymie Charitable et Facile, en Faveur des Dames (edició de 1687)

Marie Meurdrac (c. 1610 – 1680) va ser una química i l'alquimista nascuda en Mandres-les-Roses, actualment un suburbi de París.
En 1625 es va casar amb Henri de Vibrac, comandant de la guàrdia de Charles de Valois. Més tard es va mudar al Château de Grosbois i va conèixer a la Comtessa de Guiche, muller d'Armand de Gramont, Comte de Guiche. Les dues van arribar a ser molt bones amigues i, més tard, Meurdrac va dedicar el seu tractat de química a la Comtessa. És a través d'aquest llibre que el nom de Meurdrac ha sobreviscut fins als nostres dies.
Els investigadors han argumentat que aquest va ser el primer treball sobre la química desenvolupat per una dona des de Maria la Jueva en el període clàssic tardà.

## Biografia

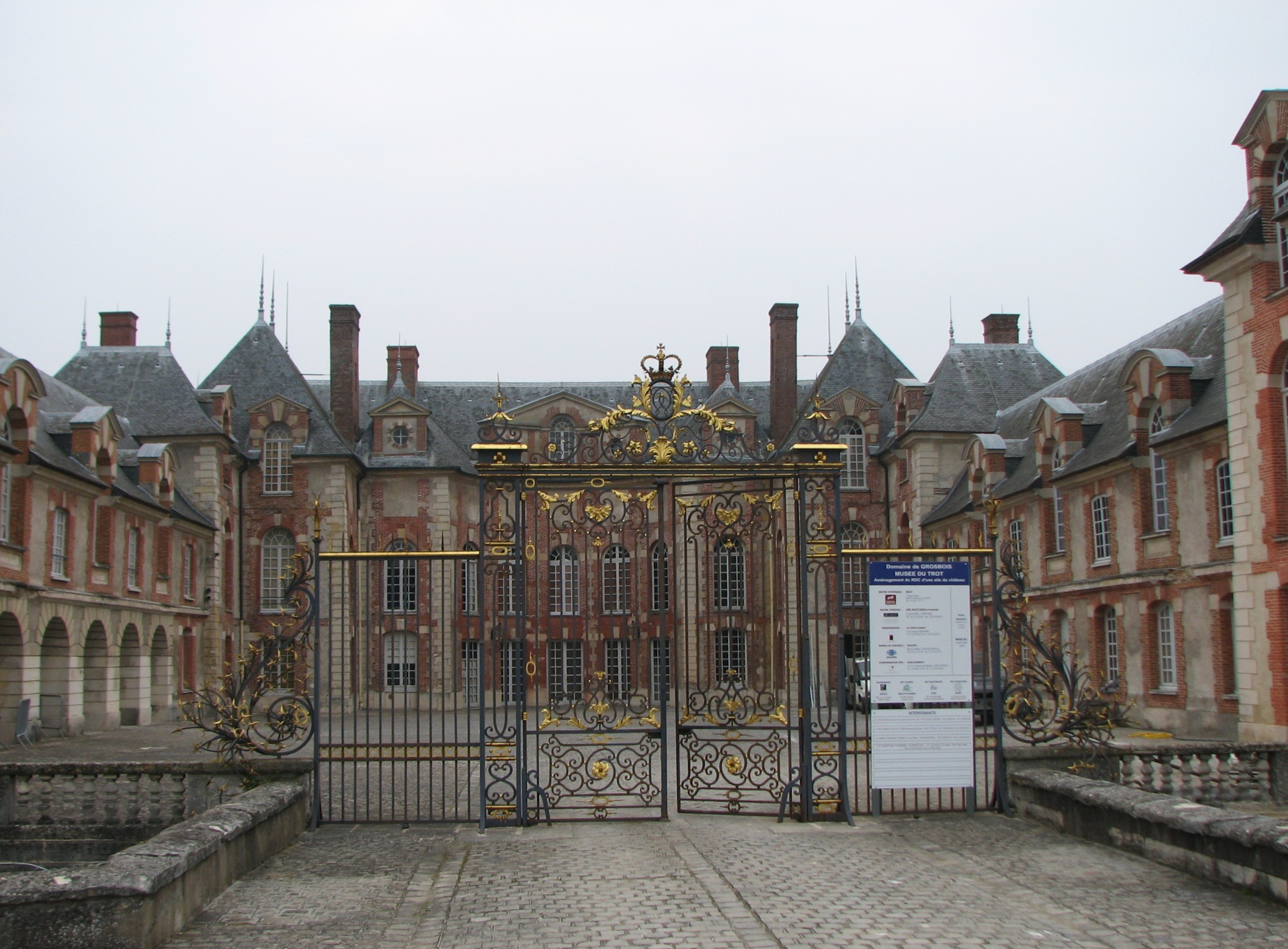
El Château de Grosbois, on Meurdrac va viure un temps

Marie Meurdrac pertanyia a l'alta burgesia de Mandres. Era la filla de Vincent Meurdrac (o Meurdra), notari i empleat en Mandres entre 1595-1650 (mort en Mandres el 24 de setembre de 1650) i Elisabeth Dovet (que va morir en Mandres a l'octubre de 1636). També era la germana de Madame de La Guette (1613-1676), nascuda com Catherine Meurdrac, autora de Mémoires (Memòries), publicades en 1681.
En 1625 es va casar amb el senyor de Vibrac, capità de la guàrdia de Charles Valois, amb el que va conviure al Château de Grosbois. Segons les anotacions d'abad Sanson, va romandre amb el seu marit en Grosbois i es deia Guillaume Brisset. Ella va aparèixer com a «vídua de Brisset» en les actes de 1641 i 1651.
Dama de companyia de la comtessa de Guiche, va estudiar química i farmàcia en el seu propi laboratori, força ben equipat. Va distribuir medicaments, drogues i pomades de franc als pobres, cosa que li va permetre provar les seves diferents receptes. Sembla que la seva formació va ser fonamentalment autodidacta, encara que si sembla que va assistir a algun dels tallers de química i farmàcia de Jean Beguin a París, segurament com a única dona.
Han sobreviscut pocs detalls de la seva vida.

## La seva química
La seva química es basa en la teoria dels tres principis (o substàncies) de Paracels: cada cos es compon de sal, sofre i mercuri, que s'ha d'extreure dels productes d'origen animal, vegetal i mineral per a desenvolupar fàrmacs. Marie Meurdrac es va inspirar en el treball de Rupescissa, Ramon Llull, Joseph de Duchesne i Nicolas Lémery, però també va exhibir un gran coneixement farmacèutic.
Els experiments i preparats descrits en el seu tractat, es poden reproduir normalment amb equips rudimentaris, però també ofereix als seus lectors de fer les preparacions segons la demanda, cursos pràctics en el seu laboratori o ensenyar-los nous secrets.

## La seva obra

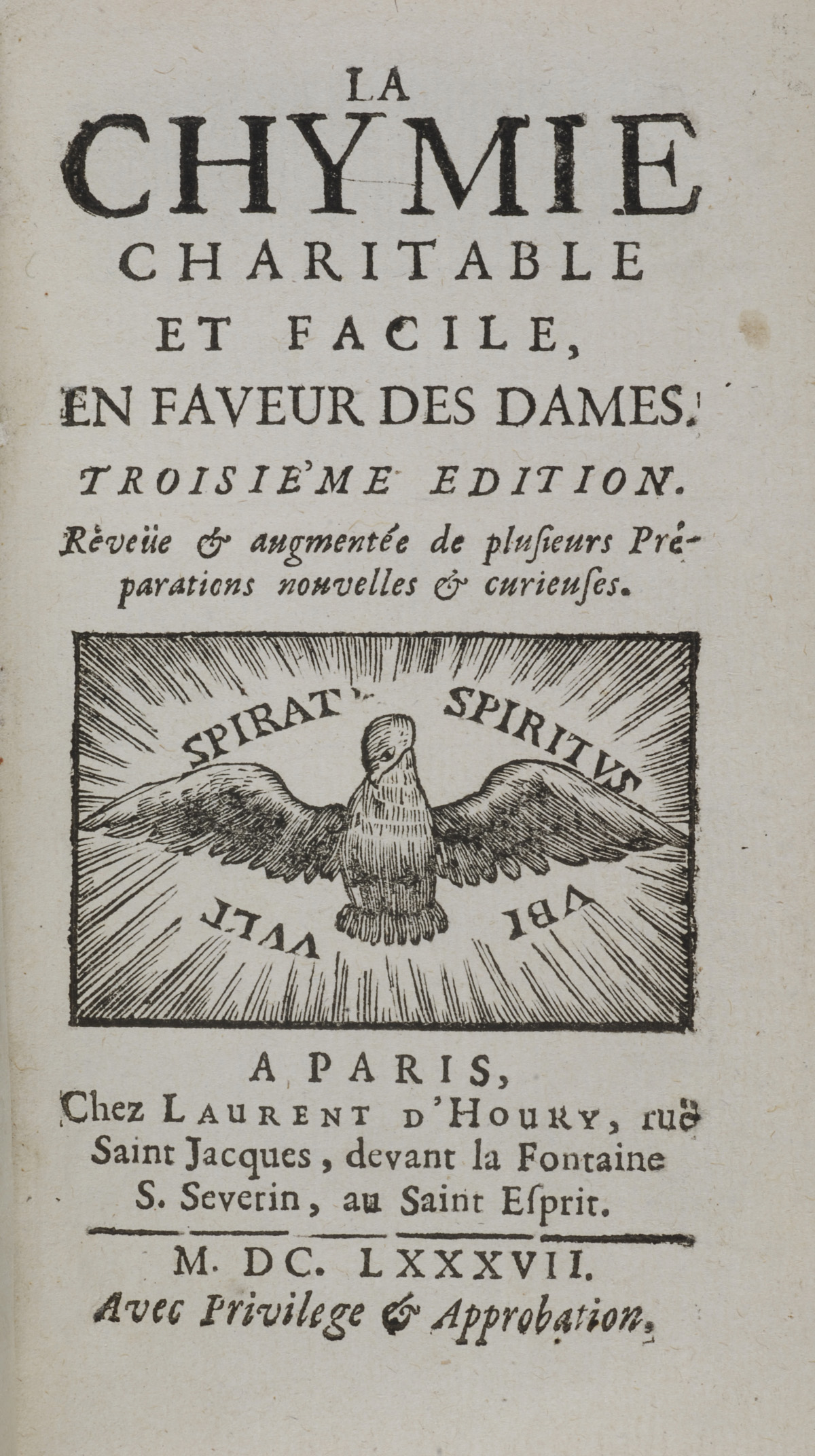
Pàgina de títol del llibre La Chymie Charitable et Facile, en Faveur des Dames (edició de 1687)

En 1656, Meurdrac va escriure el seu famós tractat «La Chymie Charitable et Facile, en Faveur des Dames» (del francès, La química caritativa i fàcil, per a les dones). D'aquest treball es van fer diverses edicions en francès (1666, 1674, 1680, 1687 i 1711) i va ser traduïda a l'alemany (Francfort, 1674, 1676, 1689, 1712, 1738 ; Erfurt, 1731) i a l'italià. El seu treball (de 334 pàgines i escrit amb un vocabulari senzill), que va ser aprovat pels mestres regents de la Facultat de Medicina de París, estava enfocat en general per a proporcionar tractaments assequibles per als pobres, però estava dirigit principalment a un públic femení (sobretot l'última part).
El treball es divideix en sis parts:
- part 1: se centra en principis, mètodes i conceptes d'alquímia, tècniques, recipients, forns, característiques i pesos.
- part 2 : s'ocupa de les propietats dels vegetals i d'herbes medicinals, i els medicaments elaborats a partir d'aquestes plantes.
- part 3: tracta sobre les propietats de substàncies d'origen animals
- part 4: tracta sobre les propietats dels metalls, especialment el mercuri i l'antimoni
- part 5: se centra en la fabricació de medicaments i cosmètics
- part 6: va ser dirigida a un públic femení, amb mètodes de conservació i augment de la bellesa.

Meurdrac va escriure en la seva introducció sobre els seus mètodes que 
A més de la importància del seu treball en termes d'esforços científics, alguns l'han vist com una protofeminista. En la seva introducció, Meurdrac va esbossar la seva «lluita interna» entre la dona contemporània ideal, descrivint com se sentia; «en silenci, escoltant i aprenent, sense mostrar el que sé». No obstant això, ella decideix que «seria un pecat contra la caritat ocultar el coneixement que Déu m'ha donat, que pot ser de benefici per al món».
La seva eventual contribució dels seus treballs va proporcionar un presagi del canvi de paradigma que més tard passaria en el canvi de l'alquímia a la química moderna. Sigui o no considerat química el seu treball, Meurdrac va contribuir directament a permetre veure la importància dels treballs col·laboratius i la investigació profunda, que després definiran el camp de la química moderna i la ciència en el seu conjunt.
Des de la dècada del 1970, els investigadors han estat discutint la naturalesa de La Chymie Charitable et Facile, en Faveur des Dames, i alguns sostenen que es tracta d'un treball sobre l'alquímia en lloc de la química. Recentment, Londa Schiebinger ha col·locat La Chymie de Meurdrac en la tradició dels llibres de cuina mèdiques.
La Chymie té moltes similituds amb els llibri de segreti, llibres de medicina i cosmètica que es van fer populars a la Itàlia del Renaixement, que s'han escrit ocasionalment per dones.